# Var ej bekymrad vad än som sker
Var ej bekymrad vad än som sker (originaltitel: "God will take care of you") är en psalm med text skriven 1904 av Civilla (Celia) Durfee Martin och musiken är skriven 1904 av Walter Stillman Martin. Texten översattes till svenska 1922 av Otto Witt och bearbetades 1985 av Pereric Boström.
Variationer som finns på titeln är:
- Var ej bekymrad, vad än må ske
- Bliv ej försagd

## Publicerad i
- Svensk söndagsskolsångbok 1929 som nr 143 under rubriken "Guds barns glädje och trygghet" (med begynnelseraden "Var ej bekymrad, vad än må ske")
- Segertoner 1930 som nr 278 (med begynnelseraden "Var ej bekymrad, vad än må ske")
- Segertoner 1960 som nr 277 (med begynnelseraden "Var ej bekymrad, vad än må ske")
- Frälsningsarméns sångbok 1968 som nr 364 under rubriken "Erfarenhet och vittnesbörd" (med begynnelseraden "Bliv ej försagd")
- EFS-tillägget 1986 som nr 773 under rubriken "Förtröstan - trygghet"
- Psalmer och Sånger 1987 som nr 639 under rubriken "Att leva av tro - Förtröstan - trygghet".[2]
- Segertoner 1988 som nr 553 under rubriken "Att leva av tro - Förtröstan - trygghet".[1]
- Frälsningsarméns sångbok 1990 som nr 596 under rubriken "Erfarenhet och vittnesbörd".
- Sångboken 1998 som nr 134